# Pdx1
Pdx1 (англ. Pancreatic and duodenal homeobox 1) – білок, який кодується геном PDX1, розташованим у людей на довгому плечі 13-ї хромосоми. Довжина поліпептидного ланцюга білка становить 283 амінокислот, а молекулярна маса — 30 771.
| 10         |  | 20         |  | 30         |  | 40         |  | 50         |
| ---------- |  | ---------- |  | ---------- |  | ---------- |  | ---------- |
| MNGEEQYYAA |  | TQLYKDPCAF |  | QRGPAPEFSA |  | SPPACLYMGR |  | QPPPPPPHPF |
| PGALGALEQG |  | SPPDISPYEV |  | PPLADDPAVA |  | HLHHHLPAQL |  | ALPHPPAGPF |
| PEGAEPGVLE |  | EPNRVQLPFP |  | WMKSTKAHAW |  | KGQWAGGAYA |  | AEPEENKRTR |
| TAYTRAQLLE |  | LEKEFLFNKY |  | ISRPRRVELA |  | VMLNLTERHI |  | KIWFQNRRMK |
| WKKEEDKKRG |  | GGTAVGGGGV |  | AEPEQDCAVT |  | SGEELLALPP |  | PPPPGGAVPP |
| AAPVAAREGR |  | LPPGLSASPQ |  | PSSVAPRRPQ |  | EPR        |  |            |

A: Аланін

C: Цистеїн

D: Аспарагінова кислота

E: Глутамінова кислота

F: Фенілаланін

G: Гліцин

H: Гістидин

I: Ізолейцин

K: Лізин

L: Лейцин

M: Метіонін

N: Аспарагін

P: Пролін

Q: Глутамін

R: Аргінін

S: Серин

T: Треонін

V: Валін

W: Триптофан

Цей білок за функціями належить до активаторів, білків розвитку, фосфопротеїнів. 
Задіяний у таких біологічних процесах, як транскрипція, регуляція транскрипції. 
Білок має сайт для зв'язування з ДНК. 
Локалізований у цитоплазмі, ядрі.
Транскрипційний фактор залучений до розвитку підшлункової залози та дозрівання β-клітин. Відповідний ген, що його кодує, носить назву Pdx1 (у гризунів) або Ipf1 (в людини).